# Tapetserare

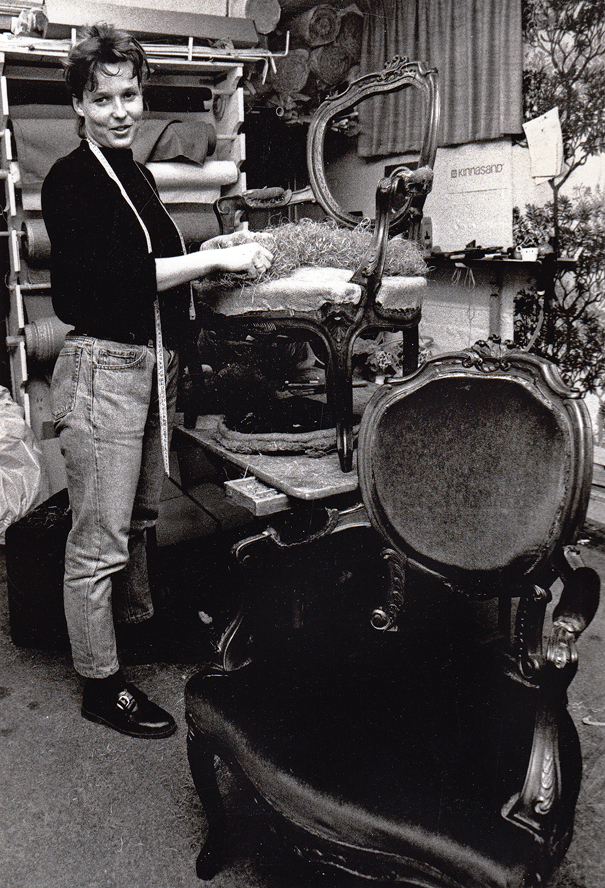
Sonja Carlsson, möbeltapetserare lägger ut stoppning på en stol.

Tapetserare är en yrkestitel för den som klär om möbler och utför stoppningsarbeten på dessa. Denna person kan även vara segelmakare, sadelmakare och/eller gardindekoratör. Dessa är olika grenar inom tapetseraryrket.
En tapetserare kan efter tre års utbildning avlägga gesällprov och efter ett godkännande, av yrkeskunniga granskningsmän, erhålla ett gesällbrev. Efter 6 år i yrket kan man sedan avlägga mästarprov och därigenom ta ett mästarbrev. 
Yrket brukar ofta förväxlas med målare vilka sätter upp väggtapeter. Etymologiskt härstammar ordet tapetseri från den folkliga härledningen av tapisseri (fr. tapisserie, av tapis, matta, duk), en gemensam benämning på mattor, väggbonader, dukar, möbelbeklädnader och liknande.
Tapetserarna i Sverige organiserar sig i föreningen Sveriges Tapetserarmästare; förkortat STM.